# CL J1001+0220
CL J1001+0220 на 2016 самое удалённое из известных скопление галактик. Обнаружено в 2016 году с помощью космической рентгеновской обсерватории Чандра совместно с телескопом европейской Южной обсерватории UltraVISTA и Atacama Large Millimeter Array, обладает красным смещением Z=2.506, расположено на расстоянии 11,1 млрд световых лет от Земли. Скопление галактик, как представляется, является скоплением галактик, которое до сих пор формируется, прото-кластер, до зрелого кластера, от протоскопления к зрелому скоплению, и это первое подобное скопление, наблюдаемое на данном этапе его эволюции. Скопление состоит из семнадцати галактик, и девять из одиннадцати крупных галактик в своём центре переживают огромное количество новых формирований звёзд, звёзды образуются со скоростью, эквивалентной около 3400 солнечных масс в год. В отличие от этого, Млечный Путь производит только массу, равную массе Солнца в год, так что галактики в центре скопления производят звёзды со скоростью в триста раз больше, чем Млечный Путь в среднем. Другие скопления галактик на расстоянии десять миллиардов световых лет и ближе имеют в себе гораздо меньше звёздообразования, и это позволяет предположить, что формирование звёзд замедляется в больших галактиках внутри скоплений галактик после того, как галактики уже собрались во время роста скопления галактик.
Сформировалось скопление примерно за 700 миллионов лет до того, как это считалось возможным, это по словам открывших должно привести к изменению теорий о рождении Вселенной.